# Pínzio
Pínzio is een plaats (freguesia) in de Portugese gemeente Pinhel en telt 527 inwoners (2001).